# Хвороба Брілла—Цінссера
Хвороба Брілла — Цінссера (англ. Brill-Zinsser disease; Recrudescent typhus; Brill disease) — пізній рецидив епідемічного висипного тифу, інфекційної хвороби з групи рикетсіозів. Розвивається внаслідок ендогенної (внутрішньої) реактивації Rickettsia prowazekii в тих осіб, що перехворіли раніше на епідемічний висипний тиф, та характеризується відносно легким клінічним перебігом.

## Історичні факти
У 1910 році Натан Брілл спостерігав у США 221 випадок хвороби, що нагадувала епідемічний висипний тиф, але ці випадки відрізнялися від нього відсутністю вошивості у хворих, спорадичністю і більш легким клінічним перебігом. Вивчаючи клініко-епідеміологічні особливості цього американський дослідник Ганс Цінссер у 1934 році припустив, що ці випадки — рецидив перенесеного раніше епідемічного висипного тифу, а не нове зараження. У 1944—1947 рр. Е. Мюррей та Д. Снайдер виділили збудника епідемічного висипного тифу з крові хворих на хворобу Брілла—Цінссера, підтвердивши, що саме рикетсія Провасека є відповідальною за виникнення хвороби, і, таким чином, довели, що хворі на хворобу Брілла—Цінссера є небезпечними по можливості виникнення епідемії висипного тифу за наявності в людській популяції переносника — платтяної воші. У 1954 році В. Прайс експериментально обґрунтував гіпотезу Г. Цінссера, виділивши життєздатні рикетсії Провасека з видалених під час операції у черевній порожнині мезентеріальних лімфатичних вузлів людей, які перехворіли на висипний тиф за 20 років до того. Таким чином, стало зрозумілим, де переховується збудник епідемічного висипного тифу між епідеміями.

## Етіологія
Детальніші відомості з цієї теми ви можете знайти в статті Епідемічний висипний тиф.
Детальніші відомості з цієї теми ви можете знайти в статті Rickettsiaceae.

## Особливості епідеміологічного процесу
Чисельні мікробіологічні дослідження довели, що R. prowazekii, яка спричиняє хворобу Брілла—Цінссера, не відрізняється за морфологічними, біологічними та антигенними властивостями від «класичного» штаму, який зумовлює епідемічний висипний тиф. Це явище пояснюється тим, що рикетсії Провасека здатні утворювати форми, які фільтруються, і їм не притаманні патогенні та імуногенні властивості. Такі форми здатні зберігатися в організмі реконвалесцента внутрішньоклітинно поза досяжністю імунної системи протягом десятків років. Через певний час внаслідок деяких обставин (зниження специфічного імунітету, інші невивчені умови) рикетсії перетворюються на типові форми і спричиняють захворювання, яке перебігає з менш виразною клінічною картиною, ніж після первинного інфікування. Але хворі на хворобу Брілла—Цінссера становлять значну епідеміологічну небезпеку. Так, спостереження виявили, що саме легкі, нерозпізнані форми хвороби Брілла—Цінссера за наявності педикульозу ставали початком епідемій висипного тифу з тяжким клінічним перебігом і високою летальністю.
Детальніші відомості з цієї теми ви можете знайти в статті Епідемічний висипний тиф.

## Особливості патогенезу та патоморфології
Приблизно у 15—20 % людей, що перенесли первинний епідемічний висипний тиф, внаслідок реактивації збудників розвивається хвороба Брілла—Цінссера, яка за патогенезом суттєво не відрізняється від епідемічного висипного тифу. Однак при хворобі Брілла—Цінссера усі патоморфологічні зміни проявляються у меншому ступені, формуються нечисленні гранульоми у головному мозку та інших органах. Це пояснюється нижчою, ніж при епідемічному висипному тифі, концентрацією рикетсій Провасека у крові внаслідок наявності залишкового специфічного імунітету після перенесеного первинного захворювання. Нечисленні випадки смерті від тромботичних уражень показали, що при розтині померлих виявляються ті ж самі патоморфологічні зміни, як і при епідемічному висипному тифі, але значно меншої інтенсивності.

## Клінічний перебіг
У відповідності до МКХ-10 виділяють «Рецидивний тиф (хвороба Брілла)» А75.1. Характеризується наявністю усіх основних клінічних симптомів і тих самих періодів розвитку хвороби, що й при первинному захворюванні на епідемічний висипний тиф. Однак ці прояви є помірними, тривають коротше, тому хвороба клінічно нагадує легку форму епідемічного висипного тифу, однак через те, що виникає хвороба Брілла—Цінссера переважно в осіб похилого віку на фоні численних хронічних фонових хвороб, то саме їх ступінь загострення, можливість декомпенсації і визначає подальший прогноз. Реконвалесценція на відміну від легкого перебігу епідемічного висипного тифу у молодих може затягуватися на декілька місяців. Інкубаційний період при хворобі Брілла—Цінссера не визначається, так як мова йде про реактивацію ендогенної інфекції. З'являється гарячка, часто високого рівня, проте виразної інтоксикації немає. Звертає увагу добра переносимість такої гарячки хворими похилого віку. Швидше ніж при епідемічному висипному тифі виникає типовий поліморфний розеольозно-петехіальний висип, що локалізується на згинальних поверхнях рук, грудях, животі. На відміну від первинного епізоду висипного тифу вторинних петехій не буває. Характерні для епідемічного висипного тифу тифозний статус, маячня, менінгеальні симптоми виявляються рідше. З нормалізацією температури починається період реконвалесценції. Серцево-судинна діяльність відновлюється до 5-7-го дня нормальної температури тіла. функції центральної нервової системи нормалізуються до 15-17-го дня. Ускладнення спостерігаються зрідка, частіше за інших — пневмонії, піелоцістіти.

## Діагностика
При цій хворобі вже на початку антитілоутворення відбувається інтенсивний синтез IgG. Однак й антитіла класу IgM можуть з'являтися і при хворобі Брілла—Цінссера, особливо у тих хворих, які давно перенесли первинний епідемічний висипний тиф. Тому виявлення антитіл класу IgG до 19-го дня хвороби є характерним лише для хвороби Брілла—Цінссера.
Детальніші відомості з цієї теми ви можете знайти в статті Епідемічний висипний тиф.

## Лікування
Основне в терапії — це застосування етіотропних препаратів тетрациклінової групи. Перевага надається доксицикліну, який призначається 0,1 г раз на добу. Тривалість антибіотикотерапії залежить від клінічної ситуації. Залежно від рівня інтоксикації проводиться ситуативна патогенетична терапія.

## Профілактика
Через можливість передачі рикетсій до здорових осіб проводиться зневошивлення хворих та їхньої одежи.